# Бодров Євген Олександрович
Євген Олександрович Бодров (рос. Евгений Александрович Бодров; 8 січня 1988, м. Тольятті, СРСР) — російський хокеїст, центральний нападник. Виступає за «Атлант» (Митищі) у Континентальній хокейній лізі.
Вихованець хокейної школи «Лада» (Тольятті). Виступав за «Лада» (Тольятті), «Ак Барс» (Казань).
У чемпіонатах КХЛ — 313 матчів (30+49), у плей-оф — 68 матчів (3+6).
У складі національної збірної Росії учасник EHT 2012. У складі молодіжної збірної Росії учасник чемпіонату світу 2008. У складі юніорської збірної Росії учасник чемпіонату світу 2006.
Брат: Денис Бодров.
Досягнення
- Володар Кубка Гагаріна (2010)
- Бронзовий призер молодіжного чемпіонату світу (2008).